# .260 Remington
El .260 Remington, también conocido como 6,5-08 A-Square, fue un cartucho introducido por Remington Arms en 1997.
Muchos cartuchos wildcat basados en el prototipo .308 Winchester habían existido durante años anteriores. Aunque su cargado a presión es relativamente alto, la balística de este cartucho es básicamente similar a la 6,5 × 55 Mauser sueco. Cuando se carga con balas más pesadas, el sueco 6,5x55 es capaz de adquirir una mayor velocidad. Sin embargo, debido a su longitud total, el .260 Remington tiene una ligera ventaja sobre el Mauser sueco, y esto se debe a que la recámara puedes ser más corta. El .260 Remington ha sido un éxito en la competencia de rifle. Es capaz de duplicar la trayectoria de la .300 Magnum Winchester, generando un retroceso significativamente menor.
El .260 Remington es inherentemente una opción para la caza mayor de presas de tamaño mediano, como venados de cola blanca, corzos, rebecos, berrendos, entre otros animales de tamaños y pesos similares. Con una velocidad de salida de aproximadamente de 2940 pies por segundo con un proyectil de 120 granos y de 2750 pies por segundo de un proyectil de 140 granos, se asemeja balisticamente a cartuchos como el . 257 Roberts, 6,5 mm Creedmoor, 7mm-08 Remington y al .308 Winchester. La longitud total del cartucho es similar a la de las alternativas mencionadas, por lo que los rifles recamarados en este calibre.

## Controversia
El cartucho que hoy se conoce popularmente como el .260 Remington fue sometido a estandarización bajo SAAMI por la empresa A-Square en 1996, varios meses antes, la empresa Remington anunció sus planes para introducir el cartucho bajo su propio nombre. La solicitud de estandarización de A-Square se denominó 6,5-08 A-Square. Algunos usuarios siguen haciendo referencia al cartucho bajo este nombre.